# Александар Доброклонски
Александар Павлович Доброклонски (Павловски Посед, Московска губернија, Руска Империја, 22. октобар 1856 — Београд, Краљевина Југославија, 4. октобар 1937) био је историчар и професор Богословског факултета СПЦ.
Рођен је у Русији у Московској губернији у свештеничкој породици. Школовао се на Московској духовној академији. Његов магирстски рад „Дело Факунда, епископа Герминаског, у заштиту трију поглавља“ био је веома добро примљен у научном свету. Предавао је на Московској духовној еминарији а потом и на Новоросијском универзитету у Одеси. За своју докторску дисертацију „Преподобни Теодор Исповедник и игуман студитски“ добио је висока научна признања од Руске академије наука.
Након бољшевичке револуције напушта Русију и долази у Југославију. У Београду бива изабран за професора Опште историје Цркве на БФ.
И у Београду је наставио да пише и објављује. Тако је саставио Курс Опште црквене историје. По препоруцу Св. Синода написао је опширни рад „Хришћанске хетеродоксне цркве“ (поводом питања сједињења са православном и о intercommunio in sacris).